# Ireneusz Czop
Ireneusz Czop (ur. 6 lipca 1968 w Płocku) – polski aktor teatralny i filmowy.

## Życiorys
W młodości grał w piłkę nożną w drużynie juniorów Wisły Płock. Absolwent Technikum Elektrycznego w Płocku, następnie absolwent PWSTTViF w Łodzi (1993, dyplom w 1995). Artysta związany z teatrami łódzkimi: Teatrem Nowym (1994–1996, 2003), Teatrem Powszechnym (1996–2001) i Teatrem im. Stefana Jaracza (2004–2021). W 2022 należał do zespołu Teatru Narodowego w Warszawie, obecnie występuje na tej scenie gościnnie. W 2019 uzyskał stopień doktora habilitowanego sztuk teatralnych. Uczy w Łódzkiej Szkole Filmowej.
Ma na koncie ponad 40 ról filmowych (m.in. Słodko gorzki, Pokłosie, Jack Strong, Wołyń), 30 teatralnych i 20 serialowych (Chyłka, Glina, Prawo Agaty, Generał, Misja Afganistan, Komisarz Alex czy Wielka woda). Mawia: „Serial to szybkie, niezłe danie kupione na ulicy. Teatr to kolacja u bliskiej osoby, przygotowana specjalnie dla ciebie”.

## Życie prywatne
Z aktorką i dziennikarką Jolantą Jackowską ma syna Michała (ur. 1999).

## Role teatralne
- Komedia omyłek, W. Szekspira, reż. M. Prus – Antyfolus z Efezu i Antyfolus z Syrakuz (Teatr Nowy w Łodzi)
- Hamlet, W. Szekspira, reż. K. Dejmek – Horacjo (Teatr Nowy w Łodzi)
- Wesele, S. Wyspiańskiego, reż. M. Grabowski – Dziennikarz (Teatr Polski we Wrocławiu)
- Zemsta, A. Fredry, reż. M. Sławiński – Wacław (Teatr Powszechny w Łodzi)
- Królik, królik, C. Serrau, reż. E. Korin – Królik (Teatr Powszechny w Łodzi)
- Idiota, F. Dostojewskiego, reż. R. Kotys – Myszkin (Teatr 77 w Łodzi)
- Moralność pani Dulskiej, G. Zapolskiej, reż. A. Glińska – Zbyszko (Teatr Powszechny w Łodzi)
- Giewont, J. Chmielnika, reż. J. Chmielnik – Poeta (Teatr Nowy w Łodzi)
- Obsługiwałem angielskiego króla, B. Hrabala, reż. I. Chrobot i Z. Hejduk – Jan Diette (Teatr 77 w Łodzi)
- Śmierć komiwojażera, A. Millera, reż. J. Orłowski – Biff (Teatr Jaracza w Łodzi)
- Blask życia, R. Gilman, reż. M. Grzegorzek – Clint (Teatr Jaracza w Łodzi)
- Widma, M. Carr, reż. B. Sass – Damus Halion (Teatr Jaracza w Łodzi)
- Lew na ulicy, J. Thompson, reż. M. Grzegorzek – Bill, Ron, Michael (Teatr Jaracza w Łodzi)
- Poskromienie złośnicy W. Szekspira, opieka artystyczna W. Zawodziński – Petruchio (Teatr Jaracza w Łodzi)
- Edmond, D. Mameta, reż. Z. Brzoza – Edmund (Teatr Jaracza w Łodzi)
- Makbet W. Szekspira, reż. M. Grzegorzek – Makbet (Teatr Jaracza w Łodzi)
- Słowo K. Munka, reż. M. Grzegorzek – Mikkel (Teatr Jaracza w Łodzi)
- Czarownice z Salem
- Cień

### Role w Teatrze TV
- 1993: Brama do raju D. Szauer, reż. T. Junak – Daniel
- 1994: Baba-Dziwo M. Jasnorzewskiej-Pawlikowskiej, reż. H. Kluba – Norman
- 1995: Gdzie jest Hosi? Ż. Karasińskiej-Fluks, reż. T. Junak
- 1995: Nareszcie bal L. Bardijewskiej, reż. W. Fiwek – Wybawca
- 1996: Rap-Łap-Baja L. Wosiewicza, reż. L. Wosiewicz
- 2007: Willa szczęścia, reż. J. Gąsiorowski – Podpułkownik Stanisław Szczypiorski
- 2007: Wyzwolenie S. Wyspiańskiego, reż. M. Prus – Hołysz
- 2008: Tajny współpracownik C. Harasimowicza, reż. K. Lang – "Brzask"
- 2009: Przerwanie działań wojennych K. Iranek-Osmeckiego, reż. J. Machulski – Hermann Fegelein
- 2016: Totus Tuus P. Woldana, reż. P. Woldan – Kardynał Karol Wojtyła /Jan Paweł II
- 2017: Wojna, moja miłość D. Rettingera, reż. W. Nowak – Gordon
- 2019: Imperium W. Tomczyka, reż. R. Talarczyk – Melchior Wańkowicz

## Filmografia
- 1993: Tu stoję... – Piotr, syn Bentkiewiczów
- 1996: Słodko gorzki – Ignac, przyjaciel brata Mata
- 1998: Sound of Yellow
- 2000: Świat według Kiepskich - Archanioł Michał, konferansjer (odc. 65, 75)
- 2001: Małopole czyli świat – posterunkowy Robert Raube
- 2002–2007: Samo życie – Przemysław „Kemer” Woliński
- 2003–2005: Sprawa na dziś – Piotr Kozłowski
- 2003: Pornografia – zarządca Wyszyński
- 2003: Glina – kapitan Mariusz Stępień (odc. 4–5)
- 2003–2013: Na Wspólnej – doktor Sochan
- 2005: Lawstorant – „Dags”
- 2006–2008: Plebania – Konrad
- 2006: Pensjonat pod Różą – Jerzy Adamek, były mąż Izy (odc. 108–109)
- 2006–2007: Kopciuszek – Walczak
- 2007: Kryminalni – Kamiński, szef „Praxolu” (odc. 73)
- 2008: Pierwsza miłość – Bronisław Pawicki
- 2008: Nieruchomy poruszyciel – manager
- 2008–2011: Leśne Doły – Andrzej Tucholski
- 2009: Generał – kapitan John Perry
- 2009: Generał – zamach na Gibraltarze – kapitan John Perry
- 2009–2010: Majka – Tymon Zychowicz
- 2009: Jestem twój – Jacek, mąż Marty
- 2009–2010: Blondynka – Wasiak
- 2010: 1920. Wojna i miłość – Jakub, kapitan wywiadu
- 2010, 2012: Ojciec Mateusz – Jan Kapliński „Korek” (odc. 36); Krzysztof Janiszewski (odc. 104)
- 2010: Klub szalonych dziewic – Albert Walczak, szef Joanny
- 2010: Hotel 52 – Czarek, mąż Joli (odc. 6 i 11)
- 2011: Szpilki na Giewoncie – mecenas Igor Ketler
- 2011: Układ warszawski – Maciej Stadnicki (odc. 10)
- 2011: W ciemności – SS-man w obozie na Janowskiej
- 2011–2017: Komisarz Alex – Ryszard Puchała
- 2011: Bez tajemnic – Daniel Nowak, szwagier Szymona (odc. 36)
- 2012: Prawo Agaty – Marcin Chojecki (odc. 23 i 28)
- 2012: Pokłosie – Franciszek Kalina, brat Józefa
- 2012, 2014–2017: Na dobre i na złe – Tomasz Rzepecki, chirurg w szpitalu dziecięcym
- 2012: Misja Afganistan – kapitan Głódź
- 2012: Felix, Net i Nika oraz Teoretycznie Możliwa Katastrofa – dowódca oddziału partyzanckiego
- 2012: Dzień kobiet – „przyjaciel”
- 2012: Bejbi blues – policjant na komisariacie
- 2012: Być jak Kazimierz Deyna – lekarz przy porodzie
- 2012: Ostra randka – komisarz Lisiecki
- 2013: Radosław – ppłk Jan Mazurkiewicz ps. „Radosław”
- 2013: Lekarze – Kostrzewa, ojciec Moniki (odc. 29)
- 2014: Jack Strong – Marian Rakowiecki
- 2014: Radosław II – ppłk Jan Mazurkiewicz ps. „Radosław”
- 2014: Karuzela – księgowy
- 2014: Kochanie, chyba cię zabiłem – Wierzbowski
- 2014: Strażnicy Galaktyki – Ronan Oskarżyciel (głos, polski dubbing)
- 2014: Obywatel – dyrektor Kuszy
- 2014: Czas honoru: Powstanie – folksdojcz Alfred Knapik (odc. 1-3)
- 2015: Skazane – Adam Miller
- 2015: Radosław Prolog – ppłk Jan Mazurkiewicz ps. „Radosław”
- 2015: Żyć nie umierać – Romek
- 2016: Konwój – więzień Kulesza
- 2016: Wołyń – ksiądz Adam
- 2017: Ach śpij kochanie – major Gawlina
- 2017: Karma – trener
- 2017: Miłość w mieście ogrodów – Michał Schlesier
- 2017: Ultraviolet – Łukasz Rolak (odc. 9–10)
- 2018:  Rojst – prokurator Andrzej Warecki
- 2018: Kobieta sukcesu – wujek Tomasz
- 2018: Nielegalni – Marek Bielik
- 2019–2021: Chyłka – komisarz Szczerbiński
- 2020: Na chwilę, na zawsze – ojciec Poli
- 2021: Rojst ’97 – prokurator Andrzej Warecki
- 2022: Baju baj – Lolek
- 2022: Broad Peak – Maciej Berbeka[4]
- 2022: Detektyw Bruno – wujek
- 2022: Marzec ’68 – ojciec Janka
- 2022: Wielka woda – Andrzej Rębacz[5]
- 2023: Krew – Jerzy Gajewski
- 2023–2024: Matylda – Tadeusz Biliński, ojciec Matyldy (odc. 1–7, 10–13)

## Odznaczenia
- Srebrny Krzyż Zasługi (2018)[6][7]
- Srebrny Medal „Zasłużony Kulturze Gloria Artis” (9 października 2018)[8]
- Brązowy Medal „Zasłużony Kulturze Gloria Artis” (24 września 2013)[8]
- Medal Pro Publico Bono im. Sabiny Nowickiej (2017)[9]

## Nagrody i wyróżnienia
- Nagroda Prezydenta Miasta Łodzi za całokształt twórczości (1998)
- Nagroda Prezydenta Miasta Łodzi za role w Teatrze Powszechnym w Łodzi – Zbyszka w Moralności pani Dulskiej Zapolskiej w reżyserii Agnieszki Glińskiej i Królika w Króliku króliku Serreau w reżyserii Eugeniusza Korina (1999)
- łódzka „Złota Maska” za rolę Antyfolusa z Efezu w Komedii omyłek Shakespeare'a w Teatrze Nowym (2003)
- Nagroda Marszałka Województwa Łódzkiego (2005)
- łódzka „Złota Maska” za najlepszą aktorską kreację męską w sezonie 2004/2005 za role Clinta w Blasku życia i Biffa Lomana w Śmierci komiwojażera w Teatrze im. Stefana Jaracza w Łodzi (2005)
- Nagroda Aktorska 5. Festiwalu Dramaturgii Współczesnej „Rzeczywistość przedstawiona” w Zabrzu za rolę Clinta w Blasku życia Gilman w reżyserii Mariusza Grzegorzka (2005)
- Grand Prix na XLVII Kaliskich Spotkaniach Teatralnych za rolę Clinta w Blasku życia (2007)
- Nagroda im. Aleksandra Zelwerowicza miesięcznika „Teatr” za sezon 2007/2008, za rolę tytułową w przedstawieniu Makbet Williama Shakespeare’a w Teatrze im. Stefana Jaracza w Łodzi (2008)
- honorowe wyróżnienie jury Konkursu na Najlepszą Inscenizację Dzieł Dramatycznych Williama Szekspira w Gdańsku za rolę tytułową w Makbecie Shakespeare’a w Teatrze im. Stefana Jaracza w Łodzi (2008)
- „Jańcio Wodnik”, nagroda za najlepszą rolę męską – rolę Franciszka Kaliny w Pokłosiu Władysława Pasikowskiego na Ogólnopolskim Festiwalu Sztuki Filmowej „Prowincjonalia” we Wrześni (2013)
- nagroda aktorska 1. edycji Konkursu na Inscenizację Dawnych Dzieł Literatury Polskiej „Klasyka Żywa” w Warszawie za rolę Króla Ignacego w Iwonie, księżniczce Burgunda Gombrowicza w reżyserii Agaty Dudy-Gracz w Teatrze im. Stefana Jaracza w Łodzi (2015)
- „Złota Maska”, nagroda łódzkich dziennikarzy za najlepszą rolę męską w spektaklu Czarownice z Salem w Teatrze im. Stefana Jaracza w Łodzi (2017)
- wyróżnienie aktorskie na 17. Festiwalu Teatru Polskiego Radia i Teatru Telewizji Polskiej „Dwa Teatry” w Sopocie za rolę papieża Jana Pawła II w spektaklu Teatru Telewizji Totus tuus wg scenariusza i w reżyserii Pawła Woldana (2017)

Źródło:.